# Polyura kiangsiensis
Polyura kiangsiensis är en fjärilsart som beskrevs av Rousseau-decelle 1938. Polyura kiangsiensis ingår i släktet Polyura och familjen praktfjärilar. Inga underarter finns listade i Catalogue of Life.